# مثلث رولو

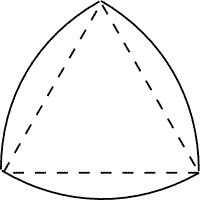
مثلث رولو، المسافة بين أي نقطة على محيطه إلى نقطة في الطرف المقابل تكون متساوية لجميع النقاط (الخط المتقطع).

مثلث رولو ثلاثي الأبعاد يدور حول مركز ثقله.

مثلث رولو (بالإنجليزية: Reuleaux polygon)‏ هو منحني ذو عرض ثابت بحيث أنه منحني تكون جميع أطوال أقطاره بأطوال متساوية.
سمي هذا المثلث على اسم المهندس الألماني فرانس رولو (بالإنجليزية: Franz Reuleaux)‏ الذي عمل على الآلات التي تنقل الحركة من نوع لآخر.